# فانيسا غراي
فانيسا غراي (بالإنجليزية: Vanessa Gray)‏ هي لاعبة اتحاد الرغبي بريطانية، ولدت في 16 مايو 1971 في إنجلترا في المملكة المتحدة.